# Tenisová sezóna Rogera Federera 2015
Tenisová sezóna Rogera Federera 2015 začala na australském kontinentu, kde švýcarský tenista rozehrál Brisbane International. Po finálové výhře nad Milosem Raonicem se stal prvním mužem otevřené éry, jenž získal na okruhu ATP Tour titul v patnácti sezónách bez přerušení. Na úvodním Grand Slamu Australian Open vypadl poprvé po čtrnácti letech již ve třetím kole, když překvapivě nestačil na Itala Andrease Seppiho. French Open znamenalo třísetovou porážku od krajana Stana Wawrinky ve čtvrtfinále. Jako první muž se podesáté probojoval do finále Wimbledonu, v němž stejně jako předchozí rok podlehl světové jedničce Novaku Djokovićovi, a potřetí z finále odešel poražen. Sedmé kariérní finále na US Open znamenalo již čtvrtou porážku v roce od Novaka Djokoviće.
Shodně jako v předešlé sezóně vyhrál na Dubai Tennis Championships titul, když tentokrát ve finále zdolal Srba Novaka Djokoviće. Na navazující březnové události Indian Wells Masters mu Djoković oplatil čerstvou prohru v příměm boji o turnajovou trofej. Oba si tak zopakovali finálový duel z předchozího ročníku. Třetí trofej roku si odvezl z premiérového ročníku tureckého Istanbul Open, čímž vyhrál turnaj v 19. státě světa. Poosmé pak dobyl travnaté dvorce halleského Gerry Weber Open finálovou výhrou nad Andreasem Seppim. Navýšil tak rekordní statistiku patnácti turnajových vavřínů na tomto povrchu.
Rekordní sedmý vavřín vyhrál na Cincinnati Masters, kde poprvé v kariéře porazil světovou jedničku i dvojku v navazujících zápasech. Pavoukem prošel podruhé bez ztraceného setu i servisu. V říjnu navýšil sedmou trofejí na Swiss Indoors rekordní zápis otevřené éry, když odehrál dvanácté finále na jediném turnaji.
Rekordní čtrnáctou účast v řadě na závěrečné události roku, londýnském ATP World Tour Finals, proměnil v desátý postup do finále, z něhož odešel poražen od světové jedničky Novaka Djokoviće. Z osmi vzájemných utkání v roce jej zdolal třikrát.
Ukončení dvouleté spolupráce s bývalou švédskou světovou jedničkou Stefanem Edbergem oznámil 8. prosince 2015. Edberg měl původně Švýcara trénovat jen v roce 2014, následně s ním ale cestoval i další sezónu. Federer k oznámení sdělil: „Po dvou velmi úspěšných letech bych rád poděkoval mému dětskému idolu Stefanu Edbergovi za ochotu připojit se k mému týmu. Byl to splněný sen.“ Hlavním koučem zůstal Severin Lüthi, s nímž tenista spolupracoval od roku 2008. Trenérskou roli Edberga pro sezónu 2016 převzal bývalý třetí hráč světa Ivan Ljubičić z Chorvatska.

## Přehled sezóny

### Zimní sezóna na tvrdém povrchu

#### Brisbane International

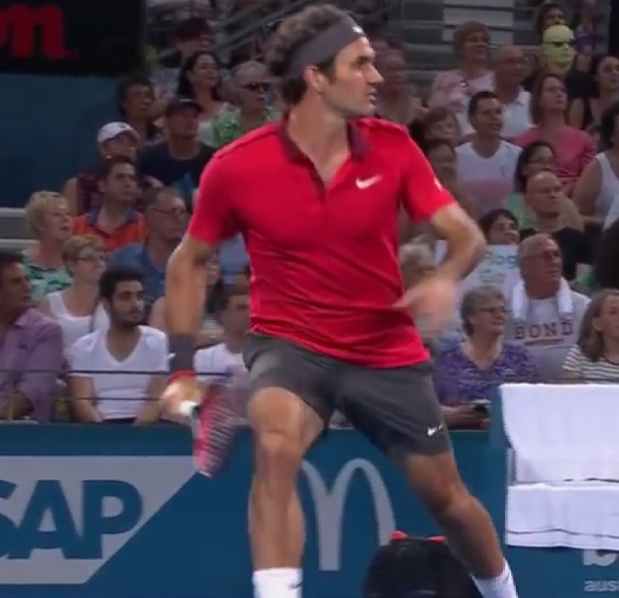
Z Brisbane International si odvezl svůj první titul

Sezónu odstartoval na přelomu nového roku, když se podruhé v kariéře zúčastnil australského Brisbane International. Jako nejvýše nasazený obdržel volný los do druhého kola. V úvodních dvou zápasech přehrál Johna Millmana a Jamese Duckwortha – Australany z druhé stovky žebříčku, startující na divokou kartu. Proti Millmanovi ztratil první set a ve druhém doháněl ztrátu gamů 1:3. Čtvrtfinále proti Duckworthovi mělo opačný průběh, když ve 39minutovém utkání ztratil pouze jedinou hru.
V semifinále zdolal za méně než hodinu čtvrtého nasazeného Bulhara Grigora Dimitrova a v boji o titul na něj nenašla recept ani kanadská turnajová trojka Milos Raonic. Po vyrovnaném průběhu setů 6–4, 6–7 a 6–4 Švýcar triumfoval za 2:13 hodin v osmém z devíti vzájemných zápasů. Připsal si tak 83. singlový titul na okruhu ATP. Finálová výhra znamenala jubilejní 1000. vítězný zápas v profesionálním tenistu, čímž se zařadil po bok Jimmyho Connorse (1 253) a Ivana Lendla (1 071) jako třetí hráč, jenž tohoto výkonu dosáhl. Současně překonal Lendlův rekord alespoň jednoho titulu ve 14 sezónách za sebou (1980–1993), když brisbaneskou trofejí vyhrál turnaj ATP v patnácté sezóně bez přerušení.

#### Australian Open
Na melbournský Australian Open přijížděl v roli světové dvojky a druhého nasazeného.
Ve třech kolech se utkal s hráči, kteří byli na žebříčku ATP sousedy. Na úvod vyřadil 47. tenistu klasifikace Lu Jan-suna z Tchaj-wanu bez ztráty setu. Následovala výhra nad 48. mužem v pořadí Simonem Bolellim z Itálie, jenž mu dokázal odebrat první sadu. Ve zbylých třech již průběh kontroloval a postoupil do třetího kola. Přesto si stěžoval na bolestivý a oteklý malíček, což komentoval slovy: „Bylo to, jako by mě píchla včela.“
Se 46. italským hráčem žebříčku Andreasm Seppim měl přecházející vzájemnou bilanci zápasů 10:0, když ztratil pouze jeden set. Po dvou hodinách a padesáti sedmi minutách však odešel z arény Roda Lavera poražen 1:3 na sety. Přesto vyzněla bilance vítězných míčů těsně ve prospěch Švýcara 145–144. Na dresu statistiky konstatoval: „Měl jsem šance se vrátit do zápasu, ale nechal jsem si je utéct. Vyhrál jsem dnes ty špatné body.“ Ital tak ukončil jeho sérii jedenácti semifinálových účastí na Australian Open v řadě. Ve třetím kole na turnaji naposledy prohrál 20. ledna 2001, v den inaugurace amerického prezidenta George W. Bushe. K prohře dodal: „Z nějakého důvodu jsem cítil, že další zápas nebude jednoduchý.“

#### Dubai Tennis Championships
Na přelomu února a března se objevil v roli druhého nasazeného na arabském Dubai Tennis Championships
V celém turnaji neztratil žádný set, když na jeho raketě postupně skončili Michail Južnyj, Fernando Verdasco, když smazal Španělův třígamový náskok z úvodu zápasu, Richard Gasquet, který po prohraném setu skrečoval, a v semifinále si poradil s překvapením turnaje – Hvězdou zítřka 2014 a kvalifikantem Bornou Ćorićem.
Ve finále se střetnul s jedním z největších soupeřů na okruhu, srbskou světovou jedničkou Novakem Djokovićem, jehož zdolal po dvousetovém průběhu 6–3 a 7–5. Navýšil tím mírně aktivní vzájemnou bilanci střetnutí na 20 výher ku 17 porážkám. Na turnaji také překonal hranici devití tisíc es, když jich po turnaji měl 9 007. Zařadil se tím po bok tří tenistů, jimž se tento výkon povedl, a to do společnosti Gorana Ivaniševiče (10 183 es), Iva Karloviće (9 375) a Andyho Roddicka (9 074).
Na Dubai Tennis Championships dobyl rekordní sedmou trofej, jež představovala druhé turnajové vítězství v probíhající sezóně a osmdesátý čtvrtý singlový titul na okruhu ATP Tour.

#### Indian Wells Masters
Jako turnajová dvojka zavítal na úvodní Masters sezóny – BNP Paribas Open, na němž v minulosti čtyřikrát triumfoval.
Na cestě do finále neztratil žádný set. Po volném losu zůstali na jeho raketě Argentinec Diego Schwartzman, Andreas Seppi, jemuž za větrného počasí oplatil porážku z lednového Australian Open, aby následně dosáhl jubilejní 50. výhry v Indian Wells nad Američanem Jackem Sockem. Ve čtvrtfinále uštědřil světové devítce Tomáši Berdychovi ve druhém setu kanára.
Po semifinálové výhře nad šestým mužem žebříčku Milosem Raonicem, ukončil jeho 10zápasovou neporazitelnost Novak Djoković, s nímž se střetl ve druhém finále za sebou, a stejně jako v minulém ročníku. Duel měl třísetový průběh, z něhož Švýcar odešel poražen 3–6, 7–6 a 2–6. Srb tak vyrovnal Federerův rekord čtyř vítězství na Indian Wells Masters a jako čtvrtý hráč otevřené éry dosáhl na 50. titul ATP Tour.

### Jarní antuková sezóna a French Open

#### Monte-Carlo Masters
Úvodní turnaj na antuce rozehrál v polovině dubna. Monte-Carlo Masters otevřel po volném losu jako druhý nasazený duelem s Francouzem Jérémym Chardym, jemuž podlehl na Rome Masters 2014. Po hladkém dvousetovém průběhu prošel do třetího kola, kde však nestačil na turnajovou čtrnáctku Gaëla Monfilse ve dvou sadách, když druhé dějství ztratil až v tiebreaku.

#### Istanbul Open
V roli nejvýše nasazeného vstoupil do úvodního ročníku Istanbul Open, historicky vůbec prvního turnaje ATP Tour v Turecku. Neporazitelnost s Finem Jarkkem Nieminenem udržel v prvním kole, když proti němu vybojoval již patnácté vzájemné vítězství. Současně se jednalo o jeho jubilejní 200. výhru na antuce. Ve čtvrtfinále se Španělem Danielem Gimenem Traverem vrcholily první dva sety ve zkrácených hrách. Třetí rozhodující připadl Švýcarovi.
Mezi poslední čtveřicí hráčů zdolal šestého nasazeného Argentince Diega Schwartzmana opět po třísetovém průběhu. Postup pro něj znamenal prodloužení série alespoň jednoho antukového finále v každém roce od sezóny 2001. Ve finálovém zápase porazil Uruguayce a 23. muže světové klasifikace Pabla Cuevase ve dvou sadách. Připsal si tak 85. singlový titul na okruhu ATP a třetí v roce. Na antuce naposledy předtím triumfoval na Mutua Madrid Open 2012, kde se ovšem hrálo na modrém povrchu; poslední výhra na cihlové antuce tak byla datována do sezóny 2009, v níž získal grandslam z French Open. Turecko se pro basilejského rodáka stalo 19. státem, z něhož si odvezl titul.

#### Mutua Madrid Open
Při absenci Novaka Djokoviće přijel i na květnový Mutua Madrid Open jako první nasazený. Po volném losu však nezvládl svůj úvodní duel s 35. australakým hráčem žebříčku Nickem Kyrgiosem. V dramatikém průběhu rozhodly všechny tři sety tiebreaky. Federer prohospodařil v prlběhu klání náskok 7–6, 2–0 a 30–0. V závěru zápasu pak nevyužil dva mečboly. Poslední zkrácená hra skončila vysokým poměrem míčů 12:14. Po dohrání sdělil:„Mým problémem bylo, že jsem nedokázal returnovat jeho první servis. Na returnu jsem podal hrozný výkon.“
20letý Kyrgios využil až šestý mečbol. Podruhé v kariéře tak porazil tenistu elitní světové desítky (poprvé zdolal Nadala ve Wimbledonu 2014). Švýcar zaznamenal přesto lepší statistiku vítězných úderů (50–45) i nevynucených chyb (36–41). Dvacetiletému či mladšímu hráči podlehl poprvé od roku 2009, kdy ve finále US Open nestačil na Juana Martína del Potra.

#### Internazionali BNL d'Italia
| Statistiky finále       | Statistiky finále   | Statistiky finále |
| Djoković                |                     | Federer           |
| ----------------------- | ------------------- | ----------------- |
| 5                       | dvojchyby           | 7                 |
| 10                      | nevynucené chyby    | 23                |
| 70 %                    | 1. podání do dvorce | 65 %              |
| 86 %                    | úspěšnost 1. podání | 75 %              |
| 19                      | vítězné míče        | 24                |
| 2/5                     | brejkboly           | 0/1               |
| 4/6                     | hra na síti         | 13/20             |
| 1                       | esa                 | 1                 |
| délka utkání 1:15 hodin |                     |                   |

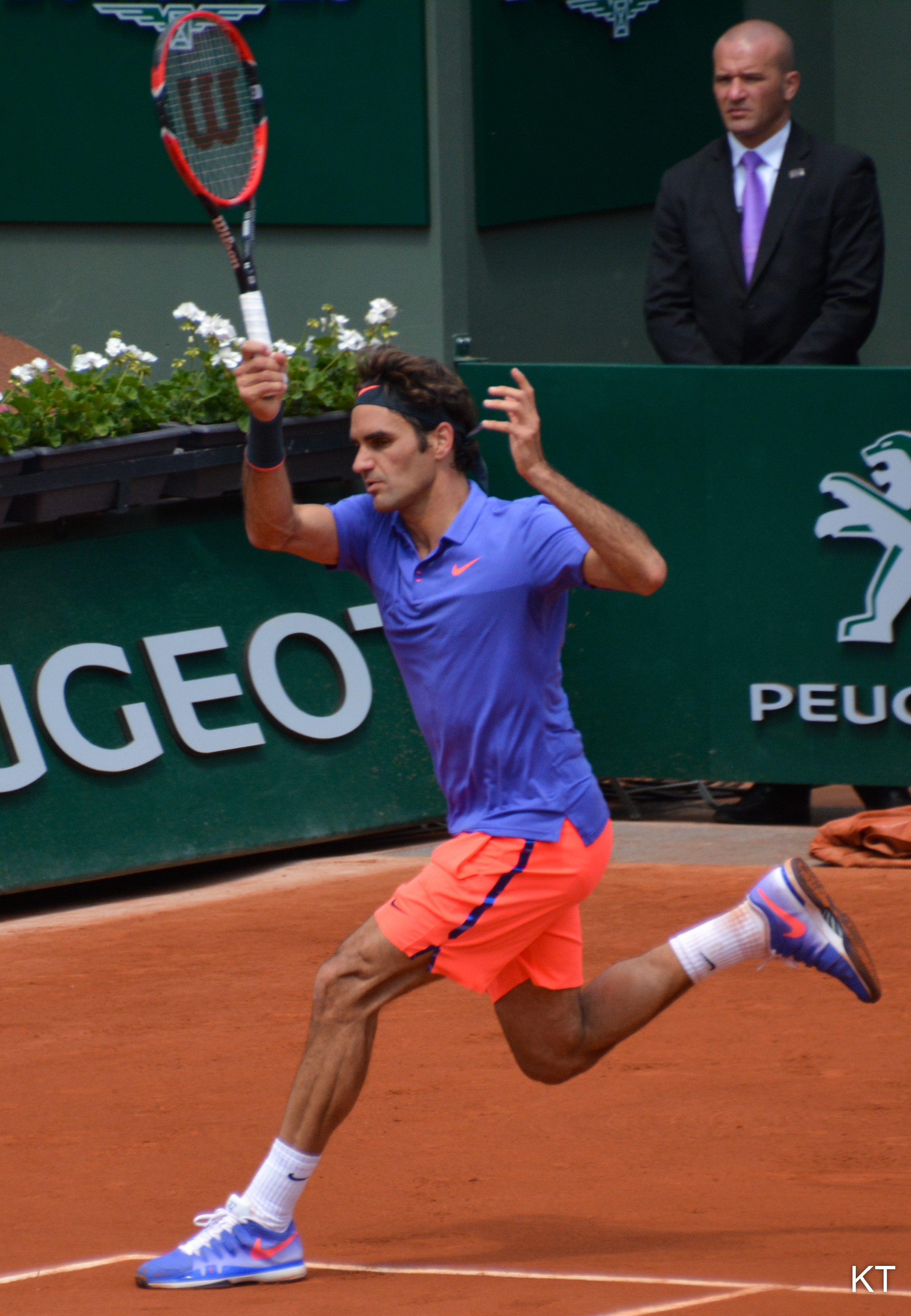
Forhend ve druhém kole French Open

Jako druhý nasazený na římském Internazionali BNL d'Italia si po volném losu poradil podruhé v roce s Pablem Cuevasem, a následně s Jjihoafrickou světovou šestnáctkou Kevinem Andersonem bez ztráty setu. Ve čtvrtfinále jej nezastavil šestý muž žebříčku Tomáš Berdych a v semifinále ani krajan Stan Wawrinka.
Potřetí v sezóně narazil ve finále na světovou jedničku Novaka Djokoviće, a podruhé odešel poražen. Oba odehráli 39. vzájemné utkání, v němž Djoković snížil pasivní bilanci zápasů na 19–20. Federerova odměna 308 tisíc eur znamenala, že se stal prvním tenistou historie, který na odměnách vydělal více než 90 milionů dolarů, když k 18. květnu 2015 jeho zisky činily 90 231 144 dolarů.

#### French Open
Na French Open hrál z pozice světové dvojky.
V úvodním kole vyřadil kolumbijského šťastného poraženého kvalifikanta Alejandra Fallu, z druhé světové stovky. Následně jej nezastavili Španěl Marcel Granollers ani bosenský hráč Damir Džumhur. První set ztratil v osmifinále proti třináctému nasazenému Francouzi Gaëlu Monfilsovi. Zbývající tři sady však vyhrál a prošel do čtvrtfinále, kde jeho cestu pavoukem ukončil osmý nasazený krajan Stan Wawrinka, jenž turnaj později vyhrál. Na přesnou nátlakovou hru Wawrinky od základní čáry nenašel recept a minimálně chybující soupeř mu nedovolil prolomit ani jedno podání. Wawrinka snížil pasivní poměr vzájemných klání na 3–16.

### Travnaté turnaje a Wimbledon

#### Gerry Weber Open
Vzhledem k postupu Halle Open do vyšší kategorie ATP World Tour 500 neměl Federer volný los v prvním kole. Jako obhájce titulu a nejvýše nasazený singlové soutěže si v otevíracím zápase poradil s Němcem Philippem Kohlschreiberem po vyrovnané třísetové bitvě, když v tiebreaku rozhodující sady dohnal negativní poměr míčů 3:5. Následně vyřadil Ernestsa Gulbise po dvousetovém průběhu a ve čtvrtfinále Floriana Mayera vracejícího se na okruh, když mu po pauze patřilo umístění až v páté stovce žebříčku.
Mezi poslední čtveřicí zvládl obě koncovky zkrácených her proti nejvyššímu muži na okruhu a osmému nasazenému Chorvatovi Ivu Karlovićovi. V jubilejním desátém finále na halleské události zdolal Itala Andrease Seppiho po dvousetovém průběhu 7–6 a 6–4. V úvodní sadě přitom odvrátil dva setboly soupeře za stavu 4–5 a 15:40, když zahrál dvě esa. Soupeři tak uštědřil druhou porážku v roce. Na lednovém Australian Open mu naopak podledl. Vysoce aktivní vzájemnou bilanci utkání navýšil na 12–1. V probíhající sezóně si připsal čtvrté turnajové vítězství, které představovalo osmdesátý šestý singlový titul na okruhu ATP Tour a rekordní patnáctý na trávě. Na Halle Open vybojoval osmou trofej. Stal se tak teprve třetím mužem open éry, jenž stejný turnaj ovládl nejméně osmkrát.

#### Wimbledon
Jako druhý nasazený rozehrál Wimbledon třísetovými výhrami nad Bosňanem Damirem Džumhurem a Američanem Samem Querreym. Ve třetím zápase mu jediný set na cestě do finále odebral Australan s dělovým servisem Samuel Groth, jenž uspěl ve zkrácené hře třetího dějství. V osmifinále hladce přešel přes španělskou turnajovou dvacítku Roberta Bautistu-Aguta, čímž si zajistil účast ve 13. wimbledonském a 45. grandslamovém čtvrtfinále kariéry. V něm na jeho raketě zůstal dvanáctý nasazený Gilles Simon.
V semifinále neodešel na londýnské trávě nikdy poražen a tuto sérii prodloužil proti světové trojce Andymu Murraymu, který si jedinou brejkovou, a nevyužitou, příležitost vypracoval v úvodní hře zápasu. Vrcholem se stala koncovka druhého dějství, když za stavu 4–5 v patnáctiminutovém gamu odvrátil podávající Skot pět setbolů. Federer ji komentoval slovy: „Uvnitř jsem řval. Já hrál skvěle, ale Andy se zvedl a bylo to tak těsné," a k utkání dodal: „Byl to jeden z mých nejlepších zápasů v kariéře.“ Bývalý švédský hráč Robin Söderling k desáté hře uvedl: „To byl asi nejlepší game, který se kdy hrál.“
Do rekordního desátého finále ve Wimbledonu postoupil se ztrátou jediného podání. Ve 33 letech se stal nejstarším finalistou od Australana Kena Rosewalla, jemuž v roce 1974 bylo 39 let. Stejně jako v ročníku 2014 čelil 28leté světové jedničce Novaku Djokovićovi, který získal úvodní sadu v jasném tiebreaku poměrem míčů 7:1, když basilejský rodák v předchozím gamu nevyužil dva setboly. Druhá sada opět dospěla do zkrácené hry. Srb si vypracoval tři setboly vedením 6:3. Přesto Švýcar dokázal srovnat a v nejdelším vzájemném tiebreaku rozhodl využitím druhého setbolu a výsledkem 12:10. Djoković nevyužil pět šancí na ukončení sady. V další z nich Švýcar ztratil podání za stavu 1–1. O tři gamy později došlo k přibližně 20minutovému přerušení pro déšť. Střecha však zatažena nebyla. Po návratu na dvorec Srb udržel dvougamový náskok. Ve čtvrtém dějství pak Federerovi dvakrát prolomil servis, když druhá ztráta současně znamenala konec finále. Třetím wimbledonským titulem obhájil trofej. Po Borgovi a Federerovi se stal třetím tenistou otevřené éry, jenž dokázal výhru obhájit proti stejnému finálovému soupeři. Celkový poměr vzájemných střetnutí vyrovnal na 20–20. Švýcar k finále uvedl: „Nehrál jsem špatně, ale on byl lepší v důležitých momentech a pevný jako skála … Měl jsem šance v prvním setu, se štěstím vyhrál druhý a pak nevyužil další příležitosti ve třetím. Strašně rád bych tady zase vyhrál, ale Novak byl příliš dobrý.“

### Letní americké betony

#### Rogers Cup
Z účasti na Rogers Cupu, hraném v týdnu od 10. srpna v Montréalu, se odhlásil aniž by uvedl konkrétní důvod absence. Mezi Wimbledonem a US Open tak nastoupil do jediného turnaje, Mastersu v Cincinnati. Mluvčí Kanadského tenisového svazu Valerie Tetreaultová pouze sdělila, že se Švýcar hodlal co nejlépe připravit na poslední grandslam sezóny v New Yorku.

#### Western & Southern Open
| Statistiky finále       | Statistiky finále   | Statistiky finále |
| Federer                 |                     | Djoković          |
| ----------------------- | ------------------- | ----------------- |
| 7                       | esa                 | 5                 |
| 2                       | dvojchyby           | 4                 |
| 57 %                    | 1. podání do dvorce | 58 %              |
| 83 %                    | úspěšnost 1. podání | 72 %              |
| 73 %                    | úspěšnost 2. podání | 45 %              |
| 32                      | vítězné míče        | 19                |
| 23                      | nevynucené chyby    | 22                |
| 1/8                     | brejkboly           | 0/0               |
| 21/29                   | hra na síti         | 2/6               |
| délka utkání 1:30 hodin |                     |                   |

Do druhé poloviny srpna vstoupil jako obhájce vítězství na Western & Southern Open v Cincinnati. Poprvé v kariéře na jediném turnaji porazil úřadující světovou jedničku i dvojku v navazujících zápasech. Neztratil také podání ve 49 gamech v řadě.
V pozici turnajové dvojky, a nově také třetího hráče klasifikace, měl volný los do druhé fáze. Na jeho raketě pak zůstali Španěl Roberto Bautista Agut a patnáctý nasazený Jihoafričan Kevin Anderson, jenž mu odebral jen dvě hry.
Ve čtvrtfinále přehrál Nadalova přemožitele Feliciana Lópeze, aby ho ani mezi poslední čtveřicí hráčů nezastavil čerstvý šampion z Canada Masters a světová dvojka Andy Murray.

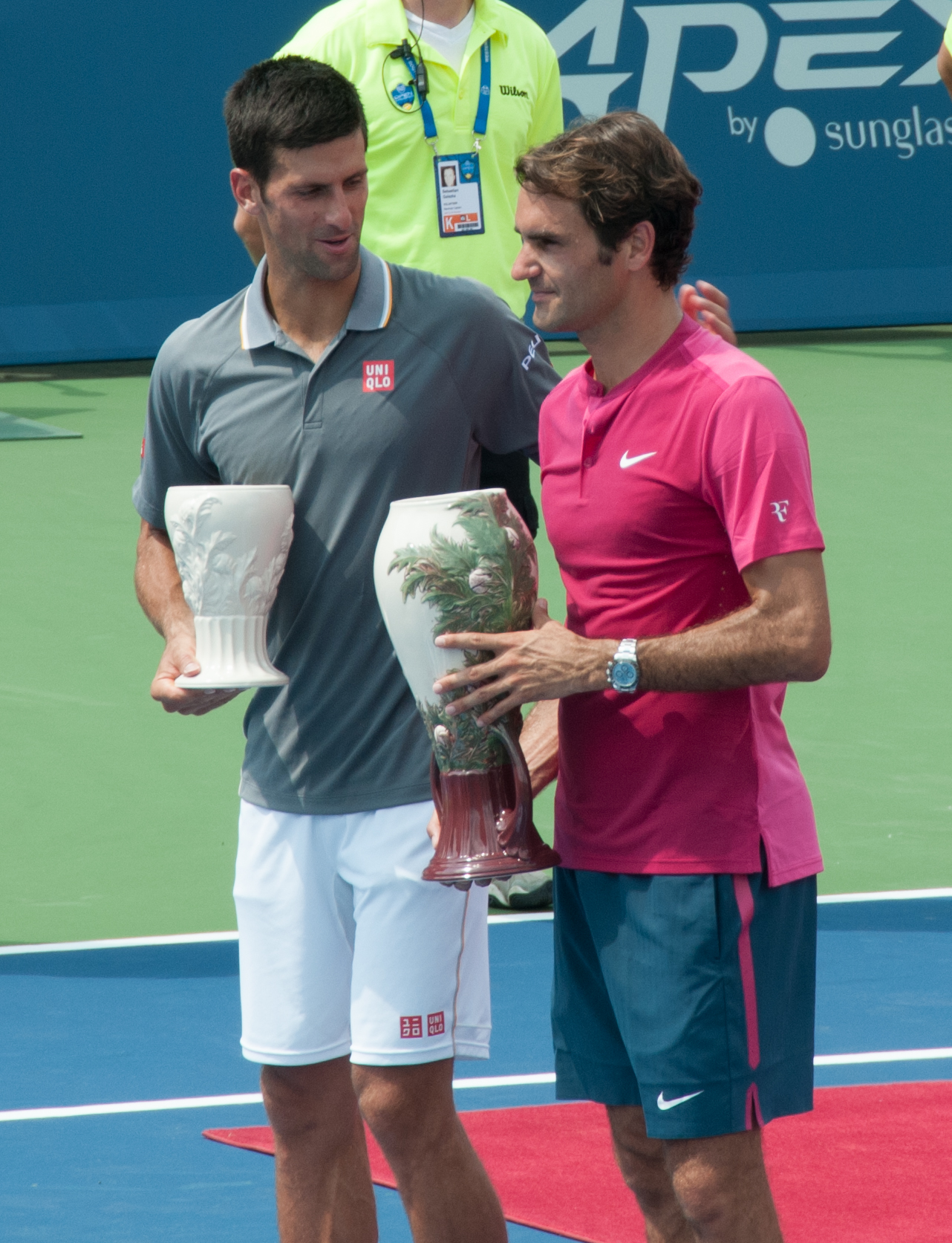
Djoković a Federer po finále s cenami

Ve finále zdolal prvního hráče klasifikace Novaka Djokoviće po dvousetovém průběhu 7–6 a 6–3. V úvodním dějství, trvajícím 52 minut, získal posledních 10 z 11 míčů. V sezóně si tak připsal páté turnajové vítězství, které představovalo osmdesátý sedmý singlový titul na okruhu ATP Tour. Ve 41. vzájemném duelu, jenž trval 90 minut, nenabídl Srbovi žádnou brejkovou příležitost a sám proměnil jednu takovou v úvodu druhé sady z osmi nabídek. Opět získal těsnou aktivní vzájemnou bilanci 21–20 na zápasy.
Po týdenním poklesu na třetí příčku žebříčku, se vrátil zpět na 2. místo před Andyho Murrayho. Djoković odešel poražen z pátého finále v Cincinnati a absence tohoto titulu mu bránila zkompletovat kariérní Golden Masters, tj. zvítězit i na posledním devátém turnaji v sérii Masters. Švýcar vybojoval rekordní sedmou cincinnatskou trofej a 24. titulem v sérii ATP Masters 1000 se dotáhl na druhé místo Djokoviće. Sedm výher dosáhl také v Dubaji a ve Wimbledonu, na travnatém Halle jich měl osm.
Federer turnaj ovládl bez ztráty jediného setu i servisu, čímž zopakoval svůj výkon z roku 2012. Pouze tři brejkové šance v rámci jediného gamu si na něj vypracoval Murray.

#### US Open
Na US Open startuje jako druhý nasazený.
V úvodních třech kolech hladce přehrál argentinského hráče Leonarda Mayera, Belgičana Steva Darcise i německého dvacátého devátého nasazeného Philippa Kohlschreibera. Mezi poslední šestnáctkou tenistů zvládl proti americké turnajové třináctce Johnu Isnerovi všechny tři koncovky setů, když úvodní dva dovedl k vítězství v tiebreaku. V závěru třetího dějství prolomil Američanovi podání jako první hráč ve Flushing Meadows od třetího kola US Open 2013. Jediný brejk ho tak posunul do čtvrtfinále. V něm povolil dvanáctému nasazenému Francouzi Richardu Gasquetovi uhrát sedm her.
Ve 38. grandslamovém semifinále kariéry se střetl s krajanem a světovou pětkou Stanem Wawrinkou. V zápase praktikoval agresivní styl tenisu, rychlý přechod k síti a kvalitní returny. Z dvaceti osmi náběhů na síť nezískal bod jen šestkrát. Za 1:32 hodin zdolal Wawrinku poměrem 6–4, 6–3, 6–1 a oplatil mu porážku z červnového Roland Garros. Po zápase držel 11zápasovou neporazitelnost, během níž vyhrál 28 setů v řadě.
V prvním newyorském finále od roku 2009, a celkově sedmém kariérním, podlehl světové jedničce Novaku Djokovićovi po čtyřsetovém průběhu. V úvodním dějství stačilo soupeři jedno prolomené podání k vedení v poměru 6–4. Švýcar se do utkání vrátil využitím čtvrtého setbolu v závěru druhé sady, kterou vyhrál 7–5. Ve třetí fázi zápasu se ukázaly klíčovými dva brejkboly za stavu gamů 4–4, které Federer neproměnil. V opačném případě by šel podávat na vedení 2:1 na sety. Byla to naopak světová dvojka, která v následující hře ztratila servis, což znamenalo výsledný poměr 6–4 pro srbského tenistu. Dalšími dvěma využitými brejky ve čtvrtém dějství odskočil Djoković na vedení 5–2. Švýcar však vytvořil zápletku, když ziskem dvou her snížil na 4–5. Při druhé šanci na ukončení nabídl Srb soupeři tři brejkové příležitosti, z nichž ani jedna nebyla využita. Naopak při prvním mečbolu poslal Federer forhend za základní čáru a podruhé odešel z newyorského finále poražen.
Djoković získal druhou trofej z US Open a desátý grandslamový titul. Srb byl efektivnější v proměňování brejkbolů, když využil šest z třinácti šancí. Naopak Švýcar zužitkoval jen čtyři brejkové příležitosti z dvaceti tří nabídek.

### Baráž Světové skupiny Davis Cupu
V polovině září nastoupil do ženevské baráže Světové skupiny Davisova poháru proti Nizozemsku. Po Wawrinkově úvodním vítězství navýšil skóre zápasů na 2:0, když ve třech setech porazil Jesseho Hutu Galunga. Komplikací záchrany se stala sobotní deblová porrážka. V páru s Marcem Chiudinellim nevyužili vedení 2–1 na sety a po pětisetové bitvě odešli poraženi od dvojice Thiemo de Bakker a Matwé Middelkoop. Třetí rozdílový bod vybojoval v úvodu nedělního programu výhrou nad Thiemem de Bakkerem, za 1:44 hodin opět bez ztracené sady.

### Podzimní část

#### Shanghai Rolex Masters
V pozici světové dvojky a obhájce titulu zavítal na svůj druhý a poslední asijský turnaj roku – Shanghai Rolex Masters.
Po volném losu však odešel překvapivě poražen od španělského kvalifikanta, figurujícího na 70. příčce, Alberta Ramose-Viñolase ve třech setech. Jednalo se o prohru s nejníže postaveným hráčem za více než dva roky. Podruhé za sebou se mu nevydařil úvodní šanghajský zápas, přestože v roce 2014 postoupil po odvrácení pěti Mayerových mečbolů dále. Rozhodující okamžik přišel uprostřed třetí závěrečné sady, kdy 27letý Španěl prolomil podání a ujal se vedení 5–3 na gamy. Následně už duel doservíroval do vítězného konce. Srovnal tak vzájemnou zápasovou bilanci na 1–1. Paralelní vítězství Andyho Muurayho znamenalo, že jej skotský tenista v následném vydání žebříčku ATP vystřídal na 2. místě.

#### Swiss Indoors
Jako obhájce trofeje se vrátil do rodné Basileje na Swiss Indoors.
V roli nejvýše nasazeného tenisty si na úvod hladce poradil s Kazachem Michailem Kukuškinem ze sedmé desítky žebříčku. Následovaly dvě třísetové výhry proti Philippu Kohlschreiberovi, jehož v roce porazil potřetí, a také proti turnajové osmičce Davidu Goffinovi z Belgie. Vždy ztratil prostřední sadu. V semifinále zvládl duel s čerstvým finalistou ze Stockholm Open Jackem Sockem.
Ve finále se ve 34. vzájemném duelu potkal s jedním z hlavních soupeřů na okruhu ATP Tour Rafaelem Nadalem, jemuž patřila sedmá příčka klasifikace. Nadal byl prvním španělským finalistou od roku 1970. Po třísetové bitvě zvítězil poměrem 6–3, 5–7 a 6–3, když na esa vyhrál 12–0 při čtyřiceti čtyřech vítězných míčích.
Federer odehrál desáté basilejské finále v řadě a celkově dvanácté na tomto turnaji, čímž vytvořil nový mužský rekord otevřené éry tenisu jako hráč, který se probojoval do nejvíce finále konkrétní události. Ještě tak vylepšil svůj vlastní rekord, který zde vytvořil v roce 2014. Současně se jednalo o rekordní zápis open éry deseti po sobě jdoucích finále.
V probíhající sezóně si připsal šesté turnajové vítězství, které představovalo osmdesátý osmý titul na okruhu ATP Tour. Na Swiss Indoors dobyl Federer sedmou trofej. Také se vrátil na 2. místo světové klasifikace, když přeskočil Murrayho.
Basilejský rodák Španěla porazil poprvé od března 2012, po třech a půl letech, (na Indian Wells uspěl v semifinále) a přerušil sérii pěti porážek. Členové dvojice se utkali ve 12. sezóně po sobě. Výrazně pasivní vzájemnou bilanci snížil na 11 výher a 23 proher. Již dříve si stejný počet sedmi titulů zajistil ve Wimbledonu, na Cincinnati Masters a Dubai Tennis Championships, ještě o jednu trofej více získal na Halle Open. Během slavnostního ceremoniálu sdělil: „Tohle byl jeden z mých nejlepších týdnů v Basileji, s ohledem na to, čeho jsem tady během kariéry dosáhl. Sebevědomí mám teď dobré, o tom není pochyb. Je příjemné se dostat do vítězné nálady po Šanghaji.“

#### BNP Paribas Masters
Na závěrečný Masters sezóny hraný v pařížské hale Bercy přijel jako třetí nasazený. Po volném losu jej na BNP Paribas Masters počtvrté v roce čekal Ital z konce třetí desítky Andreas Seppi. Po hladkém vítězství 6–1, 6–1 prošel do třetího kola, kde skončil na raketě tvrdě servírující americké světové třináctky Johna Isnera ve třísetové bitvě. Zápas dospěl do tiebreaku závěrečné sady, v němž Američan dominoval prvními servisy, z nichž pouze jediný zahrál do autu. Vypracoval si vedení 6:2 a čtyři mečboly v řadě. Třetí z nich proměnil po servisu, jenž nebyl schopen Švýcar zriternovat.

#### ATP World Tour Finals
Rekordní čtrnáctou účast v řadě na závěrečné události roku, londýnském ATP World Tour Finals, zahájil třemi výhrami v základní skupině, z níž postoupil z prvního místa.
V roli nasazené trojky na úvod, potřetí v sezóně, porazil Tomáše Berdycha. Následně si ve dvou sadách poradil s obhájcem titulu a světovou jedničkou Novakem Djokovićem, což znamenalo první Srbovu porážku na Turnaji mistrů od roku 2011. Švýcar také zastavil Djokovićovu šňůru 38zápasové neporazitelnosti na krytých dvorcích. Potřinácté si zajistil účast v semifinále, což představovalo nový rekord turnaje. Premiérový set pak ztratil s Japoncem Keiem Nišikorim. Duel však dovedl do vítězného konce. Prvním místem ve skupině postoupil do vyřazovacích bojů bez porážky.
Obsazením se opakovalo semifinále z předešlého ročníku, když jej opět vyzval krajan a světová čtyřka Stan Wawrinka. Po úvodní ztrátě podání však na dorci dominoval a po výhře prošel do desátého finále, což byl další rekordní zápis. V něm narazil na Djokoviće, a na rozdíl od minulého ročníku, utkání proběhlo. Na 28letého Srba však nestačil, když mu podlehl ve dvou sadách. Srbský tenista z osmi vzájemných utkání sezóny zvítězil pětkrát a celkový poměr duelů proti Federerovi srovnal na 22–22.
Sezónu podruhé v kariéře, stejně jako v roce 2011, zakončil na 3. místě žebříčku ATP za Novakem Djokovićem a Andym Murraym.

## Přehled utkání

### Dvouhra: 74 (63–11)
| Turnaj | utkání | fáze        | soupeř                | ATP       | stav   | výsledek                       |
| Brisbane International Brisbane, Austrálie ATP World Tour 250 tvrdý, venku 4.–11. ledna 2015                         | –      | 1. kolo     | volný los             | volný los |        |                                |
| Brisbane International Brisbane, Austrálie ATP World Tour 250 tvrdý, venku 4.–11. ledna 2015                         | 1224.  | 2. kolo     | John Millman          | 153.      | výhra  | 4–6, 6–4, 6–3                  |
| Brisbane International Brisbane, Austrálie ATP World Tour 250 tvrdý, venku 4.–11. ledna 2015                         | 1225.  | čtvrtfinále | James Duckworth       | 125.      | výhra  | 6–0, 6–1                       |
| Brisbane International Brisbane, Austrálie ATP World Tour 250 tvrdý, venku 4.–11. ledna 2015                         | 1226.  | semifinále  | Grigor Dimitrov       | 11.       | výhra  | 6–2, 6–2                       |
| Brisbane International Brisbane, Austrálie ATP World Tour 250 tvrdý, venku 4.–11. ledna 2015                         | 1227.  | finále      | Milos Raonic          | 8.        | vítěz  | 6–4, 6–7(2–7), 6–4             |
| Australian Open Melbourne, Austrálie Grand Slam tvrdý, venku 19. ledna – 1. února 2015                               | 1228.  | 1. kolo     | Lu Jan-sun            | 47.       | výhra  | 6–4, 6–2, 7–5                  |
| Australian Open Melbourne, Austrálie Grand Slam tvrdý, venku 19. ledna – 1. února 2015                               | 1229.  | 2. kolo     | Simone Bolelli        | 48.       | výhra  | 3–6, 6–3, 6–2, 6–2             |
| Australian Open Melbourne, Austrálie Grand Slam tvrdý, venku 19. ledna – 1. února 2015                               | 1230.  | 3. kolo     | Andreas Seppi         | 46.       | prohra | 4–6, 6–7(5–7), 6–4, 6–7(5–7)   |
| Dubai Tennis Championships Dubaj, Spojené arabské emiráty ATP World Tour 500 tvrdý, venku 23. února – 1. března 2015 | 1231.  | 1. kolo     | Michail Južnyj        | 55.       | výhra  | 6–3, 6–1                       |
| Dubai Tennis Championships Dubaj, Spojené arabské emiráty ATP World Tour 500 tvrdý, venku 23. února – 1. března 2015 | 1232.  | 2. kolo     | Fernando Verdasco     | 31.       | výhra  | 6–4, 6–3                       |
| Dubai Tennis Championships Dubaj, Spojené arabské emiráty ATP World Tour 500 tvrdý, venku 23. února – 1. března 2015 | 1233.  | čtvrtfinále | Richard Gasquet       | 27.       | výhra  | 6–1skreč                       |
| Dubai Tennis Championships Dubaj, Spojené arabské emiráty ATP World Tour 500 tvrdý, venku 23. února – 1. března 2015 | 1234.  | semifinále  | Borna Ćorić           | 84.       | výhra  | 6–2, 6–1                       |
| Dubai Tennis Championships Dubaj, Spojené arabské emiráty ATP World Tour 500 tvrdý, venku 23. února – 1. března 2015 | 1235.  | finále      | Novak Djoković        | 1.        | vítěz  | 6–3, 7–5                       |
| BNP Paribas Open Indian Wells, Spojené státy ATP World Tour Masters 1000 tvrdý, venku 9.–22. března 2015             |        | 1. kolo     | volný los             |           |        |                                |
| BNP Paribas Open Indian Wells, Spojené státy ATP World Tour Masters 1000 tvrdý, venku 9.–22. března 2015             | 1236.  | 2. kolo     | Diego Schwartzman     | 31.       | výhra  | 6–4, 6–2                       |
| BNP Paribas Open Indian Wells, Spojené státy ATP World Tour Masters 1000 tvrdý, venku 9.–22. března 2015             | 1237.  | 3. kolo     | Andreas Seppi         | 31.       | výhra  | 6–3, 6–4                       |
| BNP Paribas Open Indian Wells, Spojené státy ATP World Tour Masters 1000 tvrdý, venku 9.–22. března 2015             | 1238.  | 4. kolo     | Jack Sock             | 31.       | výhra  | 6–3, 6–2                       |
| BNP Paribas Open Indian Wells, Spojené státy ATP World Tour Masters 1000 tvrdý, venku 9.–22. března 2015             | 1239.  | čtvrtfinále | Tomáš Berdych         | 27.       | výhra  | 6–4, 6–0                       |
| BNP Paribas Open Indian Wells, Spojené státy ATP World Tour Masters 1000 tvrdý, venku 9.–22. března 2015             | 1240.  | semifinále  | Milos Raonic          | 84.       | výhra  | 7–5, 6–4                       |
| BNP Paribas Open Indian Wells, Spojené státy ATP World Tour Masters 1000 tvrdý, venku 9.–22. března 2015             | 1241.  | finále      | Novak Djoković        | 1.        | prohra | 3–6, 7–6(7–5), 2–6             |
| Monte-Carlo Rolex Masters Monte Carlo, Monako ATP World Tour Masters 1000 antuka, venku 13.–21. dubna 2015           |        | 1. kolo     | volný los             |           |        |                                |
| Monte-Carlo Rolex Masters Monte Carlo, Monako ATP World Tour Masters 1000 antuka, venku 13.–21. dubna 2015           | 1242.  | 2. kolo     | Jérémy Chardy         | 35.       | výhra  | 6–2, 6–1                       |
| Monte-Carlo Rolex Masters Monte Carlo, Monako ATP World Tour Masters 1000 antuka, venku 13.–21. dubna 2015           | 1243.  | 3. kolo     | Gaël Monfils          | 18.       | prohra | 4–6, 6–7(5–7)                  |
| Istanbul Open Istanbul, Turecko ATP World Tour 250 tvrdý, venku 27. dubna – 3. května 2015                           |        | 1. kolo     | volný los             |           |        |                                |
| Istanbul Open Istanbul, Turecko ATP World Tour 250 tvrdý, venku 27. dubna – 3. května 2015                           | 1244.  | 2. kolo     | Jarkko Nieminen       | 71.       | výhra  | 6–2, 7–5                       |
| Istanbul Open Istanbul, Turecko ATP World Tour 250 tvrdý, venku 27. dubna – 3. května 2015                           | 1245.  | čtvrtfinále | Daniel Gimeno Traver  | 62.       | výhra  | 7–6(7–3), 6–7(5–7), 6–3        |
| Istanbul Open Istanbul, Turecko ATP World Tour 250 tvrdý, venku 27. dubna – 3. května 2015                           | 1246.  | semifinále  | Diego Schwartzman     | 63.       | výhra  | 2–6, 6–2, 7–5                  |
| Istanbul Open Istanbul, Turecko ATP World Tour 250 tvrdý, venku 27. dubna – 3. května 2015                           | 1247.  | finále      | Pablo Cuevas          | 23.       | vítěz  | 6–3, 7–6(13–11)                |
| Mutua Madrid Open Madrid, Španělsko ATP World Tour Masters 1000 antuka, venku 3.–10. května 2015                     |        | 1. kolo     | volný los             |           |        |                                |
| Mutua Madrid Open Madrid, Španělsko ATP World Tour Masters 1000 antuka, venku 3.–10. května 2015                     | 1248.  | 2. kolo     | Nick Kyrgios          | 35.       | prohra | 7–6(7–2), 6–7(5–7), 6–7(12–14) |
| Internazionali BNL d'Italia Řím, Itálie ATP World Tour Masters 1000 antuka, venku 11.–17. května 2015                |        | 1. kolo     | volný los             |           |        |                                |
| Internazionali BNL d'Italia Řím, Itálie ATP World Tour Masters 1000 antuka, venku 11.–17. května 2015                | 1249.  | 2. kolo     | Pablo Cuevas          | 24.       | výhra  | 7–6(7–3), 6–4                  |
| Internazionali BNL d'Italia Řím, Itálie ATP World Tour Masters 1000 antuka, venku 11.–17. května 2015                | 1250.  | 3. kolo     | Kevin Anderson        | 16.       | výhra  | 6–3, 7–5                       |
| Internazionali BNL d'Italia Řím, Itálie ATP World Tour Masters 1000 antuka, venku 11.–17. května 2015                | 1251.  | čtvrtfinále | Tomáš Berdych         | 5.        | výhra  | 6–3, 6–3                       |
| Internazionali BNL d'Italia Řím, Itálie ATP World Tour Masters 1000 antuka, venku 11.–17. května 2015                | 1252.  | semifinále  | Stan Wawrinka         | 9.        | výhra  | 6–4, 6–2                       |
| Internazionali BNL d'Italia Řím, Itálie ATP World Tour Masters 1000 antuka, venku 11.–17. května 2015                | 1253.  | finále      | Novak Djoković        | 1.        | prohra | 4–6, 3–6                       |
| French Open Paříž, Francie Grand Slam antuka, venku 25. května – 7. června 2015                                      | 1254.  | 1. kolo     | Alejandro Falla       | 109.      | výhra  | 6–3, 6–3, 6–4                  |
| French Open Paříž, Francie Grand Slam antuka, venku 25. května – 7. června 2015                                      | 1255.  | 2. kolo     | Marcel Granollers     | 57.       | výhra  | 6–2, 7–6(7–1), 6–3             |
| French Open Paříž, Francie Grand Slam antuka, venku 25. května – 7. června 2015                                      | 1256.  | 3. kolo     | Damir Džumhur         | 88.       | výhra  | 6–4, 6–3, 6–2                  |
| French Open Paříž, Francie Grand Slam antuka, venku 25. května – 7. června 2015                                      | 1257.  | 4. kolo     | Gaël Monfils          | 14.       | výhra  | 6–3, 4–6, 6–4, 6–1             |
| French Open Paříž, Francie Grand Slam antuka, venku 25. května – 7. června 2015                                      | 1258.  | čtvrtfinále | Stan Wawrinka         | 9.        | prohra | 4–6, 3–6, 6–7(4–7)             |
| Gerry Weber Open Halle, Německo ATP World Tour 500 tráva, venku 15.–21. června 2015                                  | 1259.  | 1. kolo     | Philipp Kohlschreiber | 31.       | výhra  | 7–6(10–8), 3–6, 7–6(7–5)       |
| Gerry Weber Open Halle, Německo ATP World Tour 500 tráva, venku 15.–21. června 2015                                  | 1260.  | 2. kolo     | Ernests Gulbis        | 86.       | výhra  | 6–3, 7–5                       |
| Gerry Weber Open Halle, Německo ATP World Tour 500 tráva, venku 15.–21. června 2015                                  | 1261.  | čtvrtfinále | Florian Mayer         | 487.      | výhra  | 6–0, 7–6(7–1)                  |
| Gerry Weber Open Halle, Německo ATP World Tour 500 tráva, venku 15.–21. června 2015                                  | 1262.  | semifinále  | Ivo Karlović          | 27.       | výhra  | 7–6(7–3), 7–6(7–4)             |
| Gerry Weber Open Halle, Německo ATP World Tour 500 tráva, venku 15.–21. června 2015                                  | 1263.  | finále      | Andreas Seppi         | 45.       | vítěz  | 7–6(7–1), 6–4                  |
| Wimbledon Londýn, Spojené království Grand Slam tráva, venku 29. června – 12. července 2015                          | 1264.  | 1. kolo     | Damir Džumhur         | 88.       | výhra  | 6–1, 6–3, 6–3                  |
| Wimbledon Londýn, Spojené království Grand Slam tráva, venku 29. června – 12. července 2015                          | 1265.  | 2. kolo     | Sam Querrey           | 36.       | výhra  | 6–4, 6–2, 6–2                  |
| Wimbledon Londýn, Spojené království Grand Slam tráva, venku 29. června – 12. července 2015                          | 1266.  | 3. kolo     | Samuel Groth          | 69.       | výhra  | 6–4, 6–4, 6–7(5–7), 6–2        |
| Wimbledon Londýn, Spojené království Grand Slam tráva, venku 29. června – 12. července 2015                          | 1267.  | 4. kolo     | Roberto Bautista Agut | 22.       | výhra  | 6–2, 6–2, 6–3                  |
| Wimbledon Londýn, Spojené království Grand Slam tráva, venku 29. června – 12. července 2015                          | 1268.  | čtvrtfinále | Gilles Simon          | 13.       | výhra  | 6–3, 7–5, 6–2                  |
| Wimbledon Londýn, Spojené království Grand Slam tráva, venku 29. června – 12. července 2015                          | 1269.  | semifinále  | Andy Murray           | 3.        | výhra  | 7–5, 7–5, 6–4                  |
| Wimbledon Londýn, Spojené království Grand Slam tráva, venku 29. června – 12. července 2015                          | 1270.  | finále      | Novak Djoković        | 1.        | prohra | 6–7(7–1), 7–6(12–10), 4–6, 3–6 |
| Cincinnati Masters Cincinnati, Spojené státy ATP World Tour Masters 1000 tvrdý, venku 17.–23. srpna 2015             | –      | 1. kolo     | volný los             |           |        |                                |
| Cincinnati Masters Cincinnati, Spojené státy ATP World Tour Masters 1000 tvrdý, venku 17.–23. srpna 2015             | 1271.  | 2. kolo     | Roberto Bautista Agut | 22.       | výhra  | 6–1, 6–4                       |
| Cincinnati Masters Cincinnati, Spojené státy ATP World Tour Masters 1000 tvrdý, venku 17.–23. srpna 2015             | 1272.  | 3. kolo     | Kevin Anderson        | 15.       | výhra  | 6–1, 6–1                       |
| Cincinnati Masters Cincinnati, Spojené státy ATP World Tour Masters 1000 tvrdý, venku 17.–23. srpna 2015             | 1273.  | čtvrtfinále | Feliciano López       | 23.       | výhra  | 6–3, 6–4                       |
| Cincinnati Masters Cincinnati, Spojené státy ATP World Tour Masters 1000 tvrdý, venku 17.–23. srpna 2015             | 1274.  | semifinále  | Andy Murray           | 2.        | výhra  | 6–3, 7–6(8–6)                  |
| Cincinnati Masters Cincinnati, Spojené státy ATP World Tour Masters 1000 tvrdý, venku 17.–23. srpna 2015             | 1275.  | finále      | Novak Djoković        | 1.        | vítěz  | 7–6(7–1), 6–3                  |
| US Open New York, Spojené státy Grand Slam tvrdý, venku 31. srpna – 13. září 2015                                    | 1276.  | 1. kolo     | Leonardo Mayer        | 34.       | výhra  | 6–1, 6–2, 6–2                  |
| US Open New York, Spojené státy Grand Slam tvrdý, venku 31. srpna – 13. září 2015                                    | 1277.  | 2. kolo     | Steve Darcis          | 66.       | výhra  | 6–1, 6–2, 6–1                  |
| US Open New York, Spojené státy Grand Slam tvrdý, venku 31. srpna – 13. září 2015                                    | 1278.  | 3. kolo     | Philipp Kohlschreiber | 29.       | výhra  | 6–3, 6–4, 6–4                  |
| US Open New York, Spojené státy Grand Slam tvrdý, venku 31. srpna – 13. září 2015                                    | 1279.  | 4. kolo     | John Isner            | 13.       | výhra  | 7–6(7–0), 7–6(8–6), 7–5        |
| US Open New York, Spojené státy Grand Slam tvrdý, venku 31. srpna – 13. září 2015                                    | 1280.  | čtvrtfinále | Richard Gasquet       | 12.       | výhra  | 6–3, 6–3, 6–1                  |
| US Open New York, Spojené státy Grand Slam tvrdý, venku 31. srpna – 13. září 2015                                    | 1281.  | semifinále  | Stan Wawrinka         | 5.        | výhra  | 6–4, 6–3, 6–1                  |
| US Open New York, Spojené státy Grand Slam tvrdý, venku 31. srpna – 13. září 2015                                    | 1282.  | finále      | Novak Djoković        | 1.        | prohra | 4–6, 7–5, 4–6, 4–6             |
| Davis Cup: baráž Světové skupiny Ženeva, Švýcarsko Davis Cup tvrdý, hala 18.–20. září 2015                           | 1283.  | baráž       | Jesse Huta Galung     | 436.      | výhra  | 6–3, 6–4, 6–3                  |
| Davis Cup: baráž Světové skupiny Ženeva, Švýcarsko Davis Cup tvrdý, hala 18.–20. září 2015                           | 1284.  | baráž       | Thiemo de Bakker      | 144.      | výhra  | 6–3, 6–2, 6–4                  |
| Shanghai Rolex Masters Šanghaj, Čínská lidová republika ATP World Tour Masters 1000 tvrdý, venku 12.–18. října 2015  | –      | 1. kolo     | volný los             |           |        |                                |
| Shanghai Rolex Masters Šanghaj, Čínská lidová republika ATP World Tour Masters 1000 tvrdý, venku 12.–18. října 2015  | 1285.  | 2. kolo     | Albert Ramos-Viñolas  | 70.       | prohra | 6–7(4–7), 6–2, 3–6             |
| Swiss Indoors Basel Basilej, Švýcarsko ATP World Tour 500 tvrdý, hala 26. října – 1. listopadu 2015                  | 1286.  | 1. kolo     | Michail Kukuškin      | 64.       | výhra  | 6–1, 6–3                       |
| Swiss Indoors Basel Basilej, Švýcarsko ATP World Tour 500 tvrdý, hala 26. října – 1. listopadu 2015                  | 1287.  | 2. kolo     | Philipp Kohlschreiber | 32.       | výhra  | 6–4, 4–6, 6–4                  |
| Swiss Indoors Basel Basilej, Švýcarsko ATP World Tour 500 tvrdý, hala 26. října – 1. listopadu 2015                  | 1288.  | čtvrtfinále | David Goffin          | 17.       | výhra  | 6–3, 3–6, 6–1                  |
| Swiss Indoors Basel Basilej, Švýcarsko ATP World Tour 500 tvrdý, hala 26. října – 1. listopadu 2015                  | 1289.  | semifinále  | Jack Sock             | 29.       | výhra  | 6–3, 6–4                       |
| Swiss Indoors Basel Basilej, Švýcarsko ATP World Tour 500 tvrdý, hala 26. října – 1. listopadu 2015                  | 1290.  | finále      | Rafael Nadal          | 7.        | vítěz  | 6–3, 5–7, 6–3                  |
| BNP Paribas Masters Paříž, Francie ATP World Tour Masters 1000 tvrdý, hala 2–8. listopadu 2015                       | –      | 1. kolo     | volný los             |           |        |                                |
| BNP Paribas Masters Paříž, Francie ATP World Tour Masters 1000 tvrdý, hala 2–8. listopadu 2015                       | 1291.  | 2. kolo     | Andreas Seppi         | 28.       | výhra  | 6–1, 6–1                       |
| BNP Paribas Masters Paříž, Francie ATP World Tour Masters 1000 tvrdý, hala 2–8. listopadu 2015                       | 1292.  | 3. kolo     | John Isner            | 13.       | prohra | 6–7(3–7), 6–3, 6–7(5–7)        |
| ATP World Tour Finals Londýn, Spojené království ATP World Tour Finals tvrdý, hala 15.–22. listopadu 2015            | 1293.  | zs          | Tomáš Berdych         | 6.        | výhra  | 6–4, 6–2                       |
| ATP World Tour Finals Londýn, Spojené království ATP World Tour Finals tvrdý, hala 15.–22. listopadu 2015            | 1294.  | zs          | Novak Djoković        | 1.        | výhra  | 7–5, 6–2                       |
| ATP World Tour Finals Londýn, Spojené království ATP World Tour Finals tvrdý, hala 15.–22. listopadu 2015            | 1295.  | zs          | Kei Nišikori          | 8.        | výhra  | 7–5, 4–6, 6–4                  |
| ATP World Tour Finals Londýn, Spojené království ATP World Tour Finals tvrdý, hala 15.–22. listopadu 2015            | 1296.  | semifinále  | Stan Wawrinka         | 4.        | výhra  | 7–5, 6–3                       |
| ATP World Tour Finals Londýn, Spojené království ATP World Tour Finals tvrdý, hala 15.–22. listopadu 2015            | 1297.  | finále      | Novak Djoković        | 1.        | prohra | 3–6, 4–6                       |
| ATP – postavení na žebříčku ATP; zs – základní skupina                                                               |        |             |                       |           |        |                                |

### Čtyřhra: 3 (0–3)
| Turnaj | utkání | fáze    | spoluhráč         | soupeři                           | ATP      | stav   | výsledek                     |
| Dubai Tennis Championships Dubaj, Spojené arabské emiráty ATP World Tour 500 tvrdý, venku 23. února – 1. března 2015 | 216.   | 1. kolo | Michael Lammer    | Jean-Julien Rojer Horia Tecău     | 10.      | prohra | 4–6, 6–7(12–14)              |
| BNP Paribas Open Indian Wells, Spojené státy ATP World Tour Masters 1000 tvrdý, venku 9.–22. března 2015             | 217.   | 1. kolo | Michael Lammer    | Marcin Matkowski Nenad Zimonjić   | 27. 4.   | prohra | 3–6, 6–3, [9–11]             |
| Davis Cup: baráž Světové skupiny Ženeva, Švýcarsko Davis Cup tvrdý, hala 18.–20. září 2015                           | 218.   | baráž   | Marco Chiudinelli | Matwé Middelkoop Thiemo de Bakker | 80. 398. | prohra | 6–7(7–9), 6–4, 6–4, 4–6, 1–6 |
| ČF – čtvrtfinále, SF – semifinále; ATP – postavení na žebříčku ATP                                                   |        |         |                   |                                   |          |        |                              |

## Přehled finále
| Legenda                             |
| Grand Slam (0–2 D)                  |
| ATP World Tour Finals (0–1 D)       |
| ATP World Tour Masters 1000 (1–2 D) |
| ATP World Tour 500 (3–0 D)          |
| ATP World Tour 250 (2–0 D)          |
| D – dvouhra; Č – čtyřhra            |

| Finále dle povrchu |
| ------------------ |
| tvrdý (4–3 D)      |
| antuka (1–1 D)     |
| tráva (1–1 D)      |

| Finále dle místa |
| ---------------- |
| venku (5–4 D)    |
| hala (1–1 D)     |

### Dvouhra: 11 (6–5)
| stav      | č.  | datum              | turnaj                                         | povrch    | soupeř ve finále | výsledek                       |
| --------- | --- | ------------------ | ---------------------------------------------- | --------- | ---------------- | ------------------------------ |
| Vítěz     | 83. | 11. ledna 2015     | Brisbane, Austrálie                            | tvrdý     | Milos Raonic     | 6–4, 6–7(2–7), 6–4             |
| Vítěz     | 84. | 28. února 2015     | Dubaj, Spojené arabské emiráty (7)             | tvrdý     | Novak Djoković   | 6–3, 7–5                       |
| Finalista | 43. | 22. března 2015    | Indian Wells, Spojené státy (2)                | tvrdý     | Novak Djoković   | 3–6, 7–6(7–5), 2–6             |
| Vítěz     | 85. | 3. května 2015     | Istanbul, Turecko                              | antuka    | Pablo Cuevas     | 6–3, 7–6(13–11)                |
| Finalista | 44. | 17. května 2015    | Řím, Itálie (4)                                | antuka    | Novak Djoković   | 4–6, 3–6                       |
| Vítěz     | 86. | 21. června 2015    | Halle, Německo (8)                             | tráva     | Andreas Seppi    | 7–6(7–1), 6–4                  |
| Finalista | 45. | 12. července 2015  | Wimbledon, Spojené království (3)              | tráva     | Novak Djoković   | 6–7(7–1), 7–6(12–10), 4–6, 3–6 |
| Vítěz     | 87. | 23. srpna 2015     | Cincinnati, Spojené státy (7)                  | tvrdý     | Novak Djoković   | 7–6(7–1), 6–3                  |
| Finalista | 46. | 13. září 2015      | US Open, Spojené státy                         | tvrdý     | Novak Djoković   | 4–6, 7–5, 4–6, 4–6             |
| Vítěz     | 88. | 1. listopadu 2015  | Basilej, Švýcarsko (7)                         | tvrdý (h) | Rafael Nadal     | 6–3, 5–7, 6–3                  |
| Finalista | 47. | 22. listopadu 2015 | Turnaj mistrů – Londýn, Spojené království (4) | tvrdý (h) | Novak Djoković   | 3–6, 4–6                       |

## Finanční odměny
| turnaj                                            | turnaj                                            | finanční odměna | celkem      |
| ------------------------------------------------- | ------------------------------------------------- | --------------- | ----------- |
| Brisbane International                            | Brisbane International                            | $80 000         | $80 000     |
| Australian Open                                   | Australian Open                                   | A$97 500        | $160 076    |
| Dubai Tennis Championships(z toho čtyřhra $3 935) | Dubai Tennis Championships(z toho čtyřhra $3 935) | $508 935        | $669 011    |
| BNP Paribas Open(z toho čtyřhra $5 190)           | BNP Paribas Open(z toho čtyřhra $5 190)           | $444 610        | $1 113 621  |
| Monte-Carlo Masters                               | Monte-Carlo Masters                               | €40 930         | $1 156 995  |
| Istanbul Open                                     | Istanbul Open                                     | €80 000         | $1 243 971  |
| Madrid Open                                       | Madrid Open                                       | €27 460         | $1 265 582  |
| Internazionali BNL d'Italia                       | Internazionali BNL d'Italia                       | €308 000        | $1 619 605  |
| French Open                                       | French Open                                       | €250 000        | $1 894 780  |
| Gerry Weber Open                                  | Gerry Weber Open                                  | €381 760        | $2 315 631  |
| Wimbledon                                         | Wimbledon                                         | £940 000        | $3 794 909  |
| Western & Southern Open                           | Western & Southern Open                           | $731 000        | $4 535 035  |
| US Open                                           | US Open                                           | $1 600 000      | $6 125 909  |
| Shanghai Rolex Masters                            | Shanghai Rolex Masters                            | $31 390         | $6 166 424  |
| Swiss Indoors Basel                               | Swiss Indoors Basel                               | €381 925        | $6 587 153  |
| BNP Paribas Masters                               | BNP Paribas Masters                               | €71 700         | $6,587 153  |
| Barclays ATP World Tour Finals                    | Barclays ATP World Tour Finals                    | $1 178 000      | $7 812 017  |
| Bonus                                             | Bonus                                             | $880 000        | $8 692 017  |
| Přehled                                           | výdělek v sezóně                                  |                 | $8 692 017  |
| Přehled                                           | výdělek v kariéře                                 |                 | $97 303 556 |
| kurziva – turnajový titul                         |                                                   |                 |             |

## Poměr vzájemných utkání
Přehled uvádí poměr vzájemných utkání dvouhry Rogera Federera:
aktivní poměr
- Tomáš Berdych 3–0
- Philipp Kohlschreiber 3–0
- Andreas Seppi 3–1
- Kevin Anderson 2–0
- Roberto Bautista Agut 2–0
- Pablo Cuevas 2–0
- Damir Džumhur 2–0
- Milos Raonic 2–0
- Diego Schwartzman 2–0
- Richard Gasquet 2–0
- Andy Murray 2–0
- Stan Wawrinka 3–1
- Thiemo de Bakker 1–0
- Simone Bolelli 1–0
- Jérémy Chardy 1–0
- Borna Ćorić 1–0
- Steve Darcis 1–0
- Grigor Dimitrov 1–0
- James Duckworth 1–0
- Alejandro Falla 1–0
- Jesse Huta Galung 1–0
- Daniel Gimeno Traver 1–0
- David Goffin 1–0
- Marcel Granollers 1–0
- Samuel Groth 1–0
- Ernests Gulbis 1–0
- Michail Južnyj 1–0
- Lu Jan-sun 1–0
- Ivo Karlović 1–0
- Michail Kukuškin 1–0
- Feliciano López 1–0
- Florian Mayer 1–0
- Leonardo Mayer 1–0
- John Millman 1–0
- Rafael Nadal 1–0
- Jarkko Nieminen 1–0
- Kei Nišikori 1–0
- Sam Querrey 1–0
- Gilles Simon 1–1
- Jack Sock 2–0
- Fernando Verdasco 1–0

vyrovnaný poměr
- John Isner 1–1
- Gaël Monfils 1–1

pasivní poměr
- Novak Djoković 3–5
- Nick Kyrgios 0–1
- Albert Ramos-Viñolas 0–1

## Ocenění
- Cena Stefana Edberga za sportovní chování[35]

rekordní 11. výhra v kariéře (pátá v řadě)
- Nejoblíbenější hráč fanoušků – ATPWorldTour.com[35]

rekordní 13. výhra v řadě